# Prosopocera antennalis
Prosopocera antennalis es una especie de escarabajo longicornio del género Prosopocera, categorizada en la tribu Prosopocerini, de la subfamilia Lamiinae. Fue descrita por Gahan en 1898.

## Descripción
Mide 20 mm de longitud.

## Distribución
Se distribuye por Kenia.